# 滝澤佳之
滝澤 佳之（たきざわ よしゆき、1978年5月30日 - ）は、元ラグビー選手、指導者。

## プロフィール
- 東京都出身。
- ポジションはフッカー(HO)。
- 現役時代のサイズは身長 174cm、体重 96kg。
- ニックネームはタキ。
- 関東代表、日本Ａ代表に選ばれたことがある。

## 略歴
幼少時代、地元のラグビースクールでラグビーに出会った。
1997年、国学院久我山高校卒業後、明治大学に入る。
2001年、明治大学卒業後、リコー（現・リコーブラックラムズ）に加入。
2011年、リコーブラックラムズの主将に就任した
2013年、トップリーグ通算100試合出場を達成。
2017年、現役引退。明治大学ラグビー部のFW（フォワード）コーチに就任。